# غوردون كينغ
غوردون كينغ (بالإنجليزية: Gordon King)‏ هو لاعب كرة قدم أمريكية أمريكي، ولد في 3 فبراير 1956 في ماديسون في الولايات المتحدة.

## وصلات خارجية
- غوردون كينغ على موقع مرجع كرة القدم المحترفة.كوم (الإنجليزية)